# Ética (Spinoza)
Ética o Ética demostrada según el orden geométrico (en latín: Ethica ordine geometrico demonstrata o Ethica more geometrico demonstrata; abreviado: E) es un tratado del filósofo neerlandés Baruch Spinoza, escrito entre 1661 y 1675 en latín y publicado póstumamente en 1677 en la Opera posthuma. Es su obra más conocida y apreciada, pues contiene la mayoría de su concepción filosófica.
Spinoza proyectó dar a conocer la Ética al menos dos años antes de su publicación definitiva, pero en carta de agosto de 1675 comunicó a su amigo Oldenburg que se vio forzado a retirar el manuscrito de la imprenta a causa de una campaña de «asechanzas» por parte de teólogos y filósofos cartesianos, que consideraban ateo el libro. De todos modos, copias del mismo (o de fragmentos) circulaban ya desde años atrás (al menos desde 1661), aunque rehusó entregar el manuscrito a Leibniz en París en 1675 por considerarlo «imprudente». Una copia manuscrita sí llegó a manos del Santo Oficio en Roma, donde la Santa Sede intentó también impedir su publicación. Cuatro meses después de su edición, el Gobierno neerlandés prohibía la difusión de la obra.
En la Ética, Spinoza intenta demostrar un «sistema filosófico plenamente coherente que se esfuerza por ofrecer una imagen objetiva de la realidad y por comprender el significado de una vida ética. Siguiendo un formato lógico paso por paso, definido en torno de la naturaleza de Dios, la mente, la servidumbre humana a las emociones y el poder de la comprensión —moviendo desde la consideración de lo eterno, a especular sobre el lugar de la humanidad en el orden natural, libertad y el camino a la felicidad posible—».[cita requerida]
Posiblemente, uno de los intentos más osados de aplicar el método de Euclides en filosofía ha sido el de Spinoza al tratar de desarrollar la ética, organizada como sistema deductivo. Arrancando de axiomas y definiciones, Spinoza pretendió deducir el resto de sus doctrinas metafísica y ética como proposiciones demostrables sustentadas en estos supuestos previos.

## Resumen

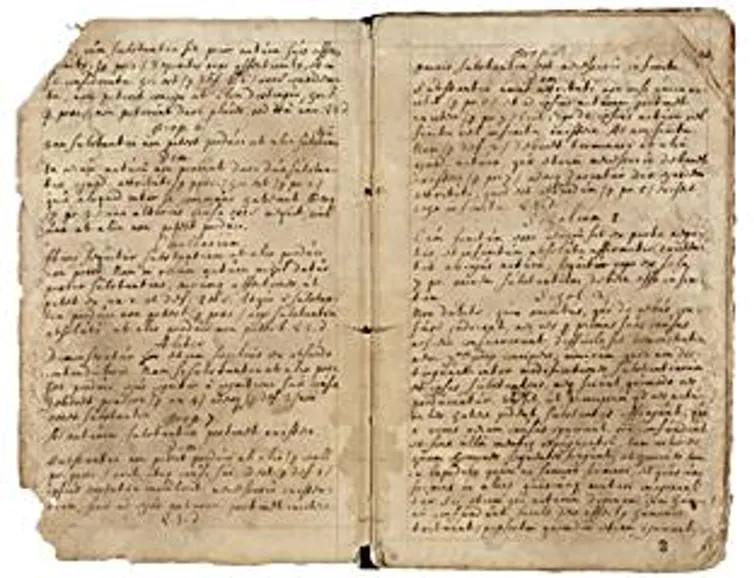
Manuscrito de la biblioteca del Vaticano de la Ética (E) de Spinoza (Biblioteca Vaticana, Vat. Lat. 12838). En el fragmento se pueden vislumbrar las proposiciones de la 5 a la 8, de la primera parte (De Dios) de la E.

La arquitectónica geométrica de la Ética descansa enteramente sobre el concepto de sustancia. Descartes había definido a la sustancia como "... una cosa que existe de tal modo que para existir no tiene necesidad más que de sí misma...", y postula así tres sustancias: el pensamiento, la extensión y Dios. Pero se le ha señalado en las segundas objeciones a las Meditaciones metafísicas que, según su propia filosofía, tal definición de sustancia es aplicable solo a Dios, puesto que este es causa de todo ente, tanto de su ser como de su existencia continua. El pensamiento y la extensión no podrían ser sustancias ya que habrían de carecer de causa para ello. Descartes salvó parcialmente el problema tipificando la sustancia: una es la sustancia infinita que no es creada por nada, y otras las sustancias finitas, solo creadas por Dios. La solución es parcial, puesto que para salvar el dualismo Descartes abre la equivocidad en el término; sustancia se dice de muchas maneras. La filosofía de Spinoza puede leerse como una respuesta a esta objeción, ya que mantiene la definición, pero afirma una única sustancia, la infinita o divina, Dios. Con todo, no debe pensarse a Spinoza como un cartesiano más. Son más las diferencias que las similitudes, y cabe recordar que su filosofía se alza justamente en oposición a la de Descartes.

## Estilo
El estilo y sistema del libro es, como Spinoza dice, «demostrada según el orden geométrico», con prefacios, definiciones, axiomas, lemas, postulados, leyes, proposiciones y escolios. Estas son seguidas por proposiciones que pueden contener notas, demostraciones, corolarios y escolios. Se emplean también apéndices que contienen explicaciones complementarias. Este tipo de presentación imita los Elementos de Euclides.
La redacción fue lenta y azarosa como se muestra en su Correspondencia, sin embargo, su edición fue rápida, pero "sigue envuelta en la penumbra de vagas noticias biográficas e hipótesis sostenidas en análisis textuales".

## Contenido

### Primera parte: De Dios

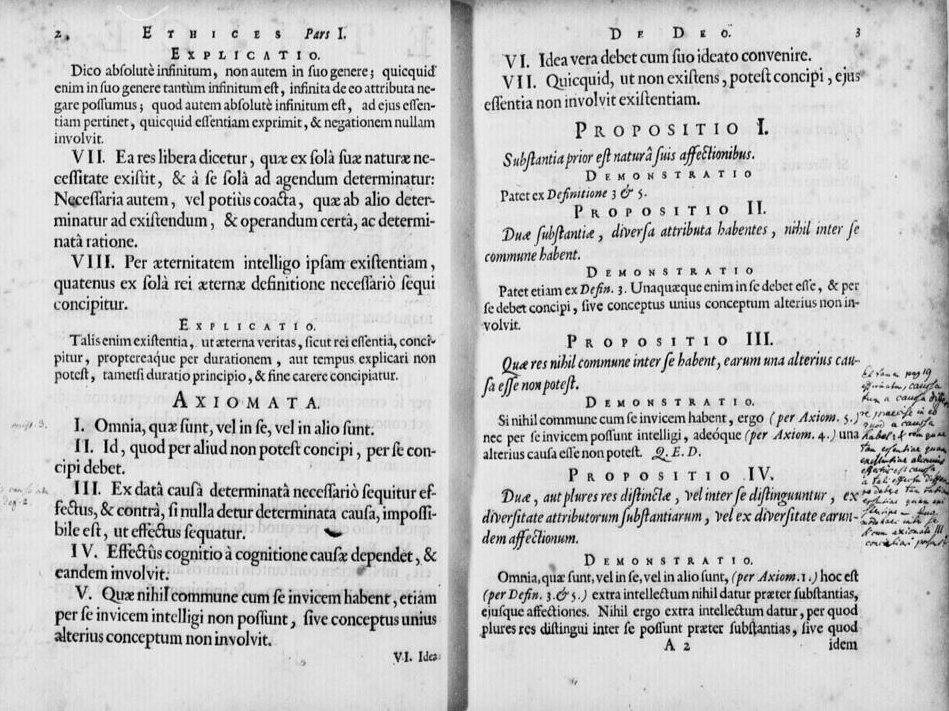
Axiomas I-VII y proposiciones I-IV de la Ética.

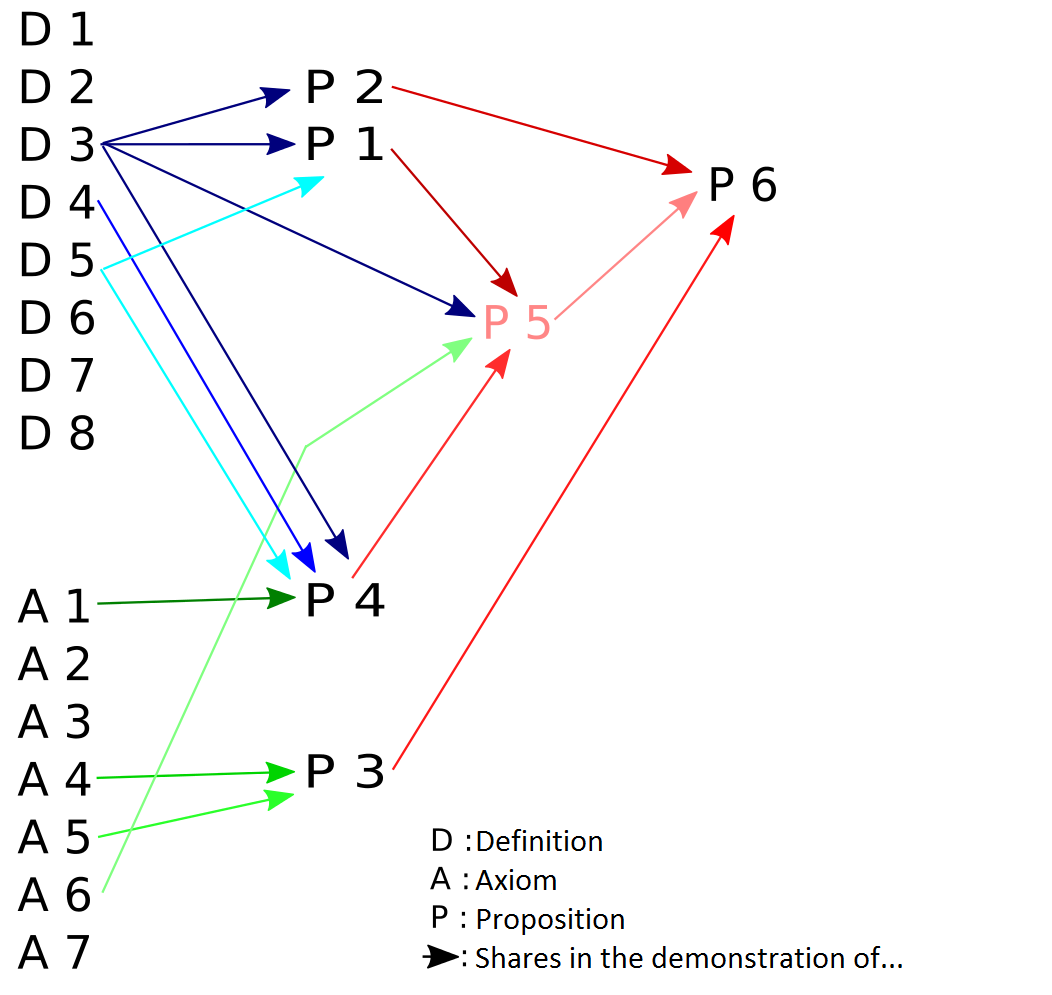
Estructura lógica de las seis primeras proposiciones de la Ética de Spinoza.

La primera parte del libro aborda la relación entre Dios y el universo. Spinoza estaba comprometido con una tradición que sostenía: Dios existe fuera del universo; Dios creó el universo por una razón; y Dios pudo haber creado un universo diferente de acuerdo con su voluntad. Spinoza niega estas afirmaciones. Según él, Dios es el mundo natural. Lo que esto significa, como con otras tantas afirmaciones de Spinoza, está sujeto a discusión. Concluye lo siguiente: Dios es la sustancia que comprende el universo, con Dios existiendo en sí mismo, no de alguna manera fuera del universo; y el universo existe como lo hace por necesidad, no por una razón o voluntad teológica divina.
Spinoza discute a través de proposiciones. Él sostiene que su conclusión es simplemente la conclusión lógica necesaria de la combinación de las definiciones y axiomas provistos. Comienza con la proposición de que "no pueden existir en el universo dos o más sustancias que tengan la misma naturaleza o atributo". La sustancia es definida como aquello cuya esencia implica necesariamente su existencia, de modo a lo que se denomina causa-sui. Sigue esto argumentando que los objetos y eventos no solo deben ser causados si ocurren, sino que deben evitarse si no ocurren. Por una contradicción lógica, si algo no es contradictorio, no hay razón para que no exista. Spinoza se basa en estas ideas iniciales. Si la sustancia existe, debe ser infinita, porque si no infinito tendría que existir otra sustancia finita y tomar las partes restantes de sus atributos finitos, algo que es imposible según la proposición anterior. Spinoza luego usa el argumento ontológico como justificación de la existencia de Dios y argumenta que Dios (que debe leerse como "naturaleza", en lugar de la deidad tradicional) debe poseer todos los atributos infinitamente. Como no hay dos cosas que puedan compartir atributos, "además de Dios, no se puede conceder ni concebir ninguna sustancia" y "todo cuanto es, es en Dios, y sin Dios nada puede ser ni concebirse".
Spinoza afirma que las cosas que componen o están en el universo, seres humanos incluidos, son “modos” de Dios. Los modos o afecciones representan los accidentes de la única sustancia, Dios; por lo tanto, todo ser humano u otra cosa del universo es, en algún sentido, dependiente de Dios. La naturaleza de esta dependencia se encuentra en disputa. Algunos intérpretes sostienen que los modos son propiedades de Dios, en el sentido tradicional. Otros sostienen que los modos son los efectos de Dios. En todo caso, los modos son, también, lógicamente dependientes de la esencia de Dios, en tanto cada suceso se sigue de la naturaleza de Dios al igual que –usando el ejemplo de Spinoza- de la esencia del triángulo se sigue que sus ángulos sean iguales a dos ángulos rectos. Dado que Dios debe existir necesariamente acorde a su propia naturaleza, no hay ningún suceso que pudiera haberse evitado; y, si un destino particular de algún modo particular es determinado por Dios, no hay escapatoria a ello. En términos de Spinoza: “Una cosa que ha sido determinada por Dios para producir un efecto no puede hacerse a sí misma indeterminada.” La creación divina del universo no es una decisión divina, no está motivada por ningún propósito.
Proposiciones (explicadas) utilizadas en la primera parte
1. La sustancia es por naturaleza anterior a sus afecciones (Se refiere a la antigüedad del origen de la substancia comparada con nosotros)
2. Dos sustancias que tienen diversos atributos no tienen nada común entre sí (Se refiere a la diferencia de los atributos dados)
3. En cosas que no tienen nada en común entre sí, el uno no puede ser la causa de la otra. (Una substancia con diferentes atributos no puede crear otra)
4. Dos o más cosas distintas se distinguen entre sí por la diversidad de los atributos de las sustancias o por la diversidad de las afecciones de esas sustancias (La diversidad en los atributos de una substancia la hace única y la separa de las demás)
5. No puede haber dos o más sustancias de la misma naturaleza o atributo (Todas las substancias son diferentes)
6. Una sustancia no puede ser producida por otra substancia (Una substancia no puede crear otra)
7. A la naturaleza de la sustancia pertenece el existir (Si algo existe tiene substancia)
8. Toda sustancia es necesariamente Infinita (La substancia no se puede agotar o desaparecer)
9. Cuanto más grande es un ser, más atributos de pertenecen (A más complejidad, más atributos)
10. Cada atributo de una sustancia debe ser concebido por sí mismo (No puede ser creada por algo más que no sea ella misma)
11. Dios o sea la sustancia que consta de infinitos atributos, cada uno de los cuales expresa una eterna e infinita existencia (Dios es omnipotente y posee infinitos atributos)
12. No se puede conseguir con exactitud ningún atributo de la sustancia del que se diga que la sustancia puede ser dividida (La sustancia es indivisible)
13. La sustancia es absolutamente infinita e indivisible.
14. Aparte de Dios no se puede dar ni concebir ninguna sustancia (Dios es el único capaz de crear sustancia)
15. Todo lo que es es un Dios y sin dios nada puede ser concebido.
16. De la necesidad de la naturaleza divina deben seguirse infinitas cosas, en infinitos modos. Esto es todo cuánto puede caer bajo el entendimiento infinito (En un universo infinito hay  infinitas substancias e infinitas cualidades)
17. Dios actúa por las solas leyes de su naturaleza y no coaccionado por nadie. (La omnipotencia de Dios le permite crear y actuar por su cuenta)
18. Dios es causa inmanente pero no transitiva de todas las cosas.
19. Dios o sea todos los atributos de Dios son eternos.

### Segunda parte: De la naturaleza y el origen del alma

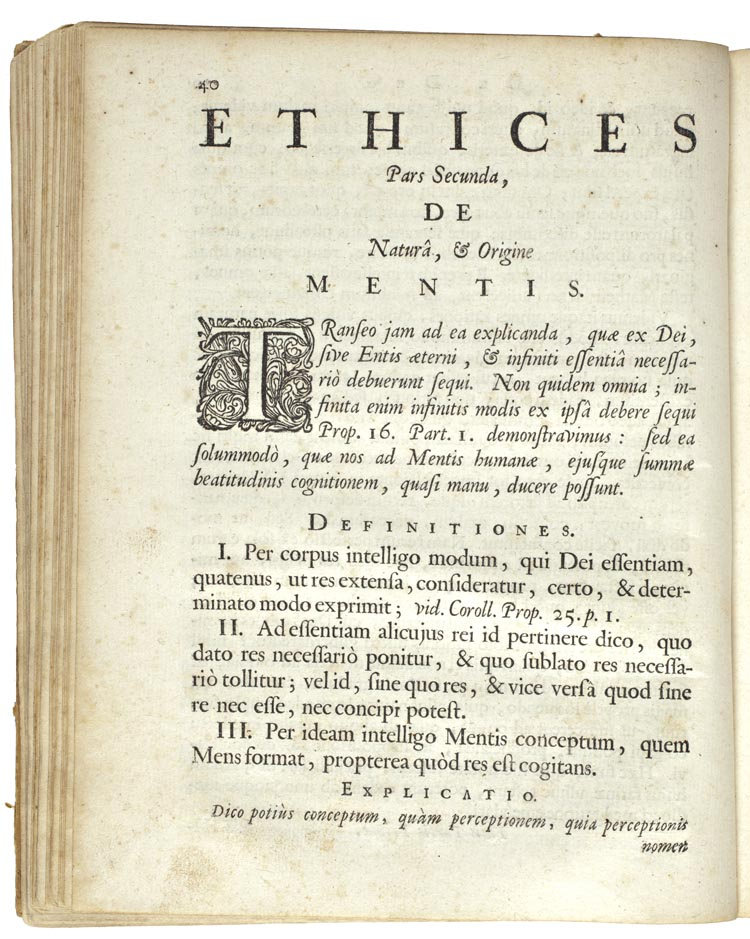
Segunda parte de la Ética, edición de 1677.

La segunda parte de la Ética se concentra en la mente y el cuerpo humanos. Spinoza ataca varias proposiciones cartesianas:  
1. que el pensamiento y el cuerpo son sustancias distintas y se afectan una a otra;
2. que conocemos mejor nuestro pensamiento que nuestro cuerpo;
3. que nuestros sentidos son confiables;
4. que pese a haber sido creados por Dios, podemos cometer errores cuando afirmamos la verdad, en virtud de nuestra voluntad libre, de una idea que no es clara y distinta.

Spinoza niega cada una de estas proposiciones. Respecto de (1), argumenta que el pensamiento y el cuerpo son una única cosa pensada de dos maneras distintas. La naturaleza en su totalidad puede ser descrita en términos de pensamientos o de cuerpos. Sin embargo, no podemos mezclar estas dos maneras de describir las cosas, como Descartes hace, y decir que el pensamiento afecta al cuerpo o viceversa. Más aún, el autoconocimiento del pensamiento no es fundamental; éste no puede conocer sus propios pensamientos mejor de lo que conoce cómo su cuerpo actúa en relación con otros cuerpos. Además, no hay diferencia entre contemplar una idea y pensar que ella es cierta; y la voluntad no es libre de ninguna manera. La percepción sensorial, a la cual Spinoza llama “conocimiento del primer tipo”, es completamente incierta, ya que refleja más cómo nuestros propios cuerpos funcionan que las cosas como verdaderamente son. Podemos, además, tener un tipo de conocimiento preciso llamado “conocimiento del segundo tipo”, o “razón”. Éste engloba el conocimiento acerca de las características comunes a todas las cosas, e incluye principios de física y geometría. Se puede tener, además, un “conocimiento del tercer tipo”, o “conocimiento intuitivo”. Éste es un tipo de conocimiento que, de alguna manera, relaciona cosas particulares con la naturaleza de Dios.

### Tercera parte: Del origen de la naturaleza de las afecciones
En la tercera parte de la Ética, Spinoza argumenta que todas las cosas, incluyendo a los seres humanos, se esfuerzan por persistir en su ser. Esto se suele interpretar en el sentido de que las cosas intentan perdurar tanto como puedan. Spinoza explica cómo este esfuerzo (“conato”) subyace a nuestras emociones o afecciones (amor, odio, alegría, tristeza, y otras). Nuestra mente es a veces pasiva y a veces activa. Es necesariamente activa en tanto contiene ideas adecuadas, mientras que mientras tenga ideas inadecuadas, es necesariamente pasiva.

### Cuarta parte: De la servidumbre del hombre o de la fuerza de las afecciones
La cuarta parte, “De la esclavitud humana”, analiza las pasiones humanas, las cuales Spinoza ve como aspectos del pensamiento que nos conducen al exterior para buscar lo que nos da placer y rehuir lo que nos da dolor. La “esclavitud” a la que se refiere es la dominación de estas pasiones o, en sus propias palabras, “afecciones”. Spinoza examina cómo los afectos, cuando no son controlados, pueden atormentar a la humanidad, y hacer imposible a ésta vivir, uno junto a otro individuo, en armonía.

### Quinta parte: De la potencia del entendimiento o de la libertad del hombre
La quinta parte, “De la libertad humana”, argumenta que la razón puede gobernar los afectos en la búsqueda de la virtud; la cual, para Spinoza, es la autopreservación. Solo con la ayuda de la razón los humanos podrán distinguir las pasiones que verdaderamente ayudan a la virtud de aquellas que son perjudiciales a ella. Gracias a la razón es que podemos ver las cosas como realmente son, sub species aeternitatis, “bajo el aspecto de la eternidad”. Y, dado que Spinoza trata a Dios y a la naturaleza de forma indistinguible, conocer las cosas es conocer mejor a Dios. Entendiendo que todas las cosas son determinadas por la naturaleza a ser como son, podemos alcanzar la tranquilidad racional que mejor aporta a nuestra felicidad, y nos libera de ser conducidos por nuestras pasiones.

## Temas

### Dios y la naturaleza

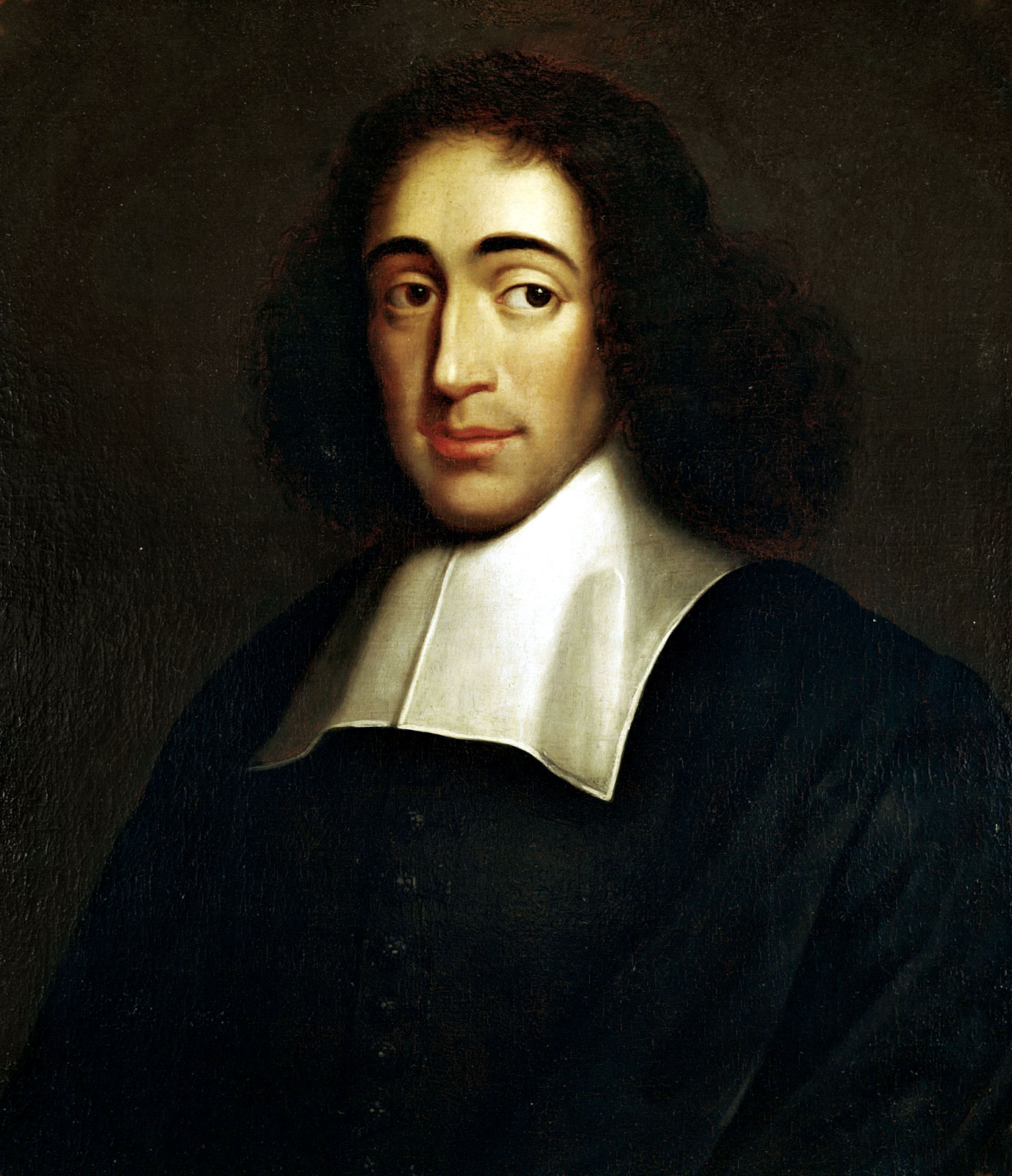
Retrato de Baruch Spinoza, 1665.

Según Spinoza, Dios es naturaleza y la naturaleza es Dios (Deus sive Natura). Este es su panteísmo. En su libro anterior, Tractatus Theologico-Politicus, Spinoza discutió las inconsistencias que resultan cuando se supone que Dios tiene características humanas. En el tercer capítulo de ese libro, afirmó que la palabra "Dios" significa lo mismo que la palabra "Naturaleza". Él escribió: "Ya sea que digamos [...] que todas las cosas suceden de acuerdo con las leyes de la naturaleza, o que estén ordenadas por el decreto y la dirección de Dios, decimos lo mismo". Más tarde calificó esta declaración en su carta a Henry Oldenburg abjurando del materialismo. La naturaleza, para Spinoza, no es materia física. En este libro comparó a Dios con la naturaleza al escribir "Dios o la Naturaleza" cuatro veces. "Para Spinoza, Dios o la Naturaleza, siendo una y la misma cosa, es el sistema completo, infinito, eterno, necesariamente existente, activo del universo en el que absolutamente todo existe. Este es el principio fundamental de la Ética...".

Spinoza sostiene que todo lo que existe es parte de la naturaleza, y todo en la naturaleza sigue las mismas leyes básicas. En esta perspectiva, los seres humanos son parte de la naturaleza y, por lo tanto, pueden explicarse y entenderse de la misma manera que todo lo demás en la naturaleza. Este aspecto de la filosofía de Spinoza, su naturalismo, fue radical para su época, y tal vez incluso para la actualidad. En el prefacio de la tercera parte de la Ética (relacionada con las emociones), escribe:
"La mayoría de los escritores sobre las emociones y la conducta humana parecen tratar más bien asuntos ajenos a la naturaleza que a fenómenos naturales que siguen las leyes generales de la naturaleza. Parecen concebir que el hombre está situado en la naturaleza como un reino dentro de un reino: porque creen que perturba en lugar de seguir el orden de la naturaleza, que tiene control absoluto sobre sus acciones y que está determinado únicamente por él mismo. Sin embargo, mi argumento es este. Nada sucede en la naturaleza, lo que puede atribuirse a un defecto en el mismo; porque la naturaleza es siempre la misma, y en todas partes una y la misma en su eficacia y poder de acción; es decir, las leyes y ordenanzas de la naturaleza, por las cuales todas las cosas suceden y cambian de una forma a otra, son en todas partes y siempre iguales;"

-  Ética, Parte 3
Por lo tanto, Spinoza afirma que las pasiones de odio, ira, envidia, etc., consideradas en sí mismas, "se derivan de esta misma necesidad y eficacia de la naturaleza; responden a ciertas causas definidas, a través de las cuales se entienden y poseen ciertas propiedades tan digno de ser conocido como las propiedades de cualquier otra cosa". Los humanos no son diferentes en especie del resto del mundo natural; ellos son parte de eso.

El naturalismo de Spinoza puede verse como derivado de su firme compromiso con el principio de razón suficiente (PSR), que es la tesis de que todo tiene una explicación. Articula el PSR de una manera fuerte, ya que lo aplica no solo a todo lo que es, sino también a todo lo que no es:
"De todo lo que sea, se debe asignar una causa o razón, ya sea por su existencia o por su inexistencia , por ejemplo, si existe un triángulo, se debe otorgar una razón o causa por su existencia; si, por el contrario, no existe, también debe otorgarse una causa que impida su existencia o anule su existencia."

-  Ética, Parte 1, XI (énfasis agregado)
Y para continuar con el ejemplo del triángulo de Spinoza, aquí hay una afirmación que hace sobre Dios:
"Desde el poder supremo de Dios, o la naturaleza infinita, un número infinito de cosas, es decir, todas las cosas necesariamente han surgido en un número infinito de formas, o siempre fluyen de la misma necesidad; Del mismo modo que de la naturaleza de un triángulo, se sigue desde la eternidad y para la eternidad, que sus tres ángulos interiores son iguales a dos ángulos rectos."

-  Ética, Parte 1, XVII
Spinoza rechazó la idea de un Creador externo de forma repentina y aparentemente caprichosa, creando el mundo en un momento particular en lugar de otro, y creándolo de la nada. La solución le pareció más desconcertante que el problema, y más bien poco científica en cuanto a que implicaba una ruptura en la continuidad. Prefirió pensar en todo el sistema de realidad como su propio terreno. Este punto de vista era más simple; evitó la concepción imposible de la creación de la nada; y fue religiosamente más satisfactorio al acercar a Dios y al hombre a una relación más cercana. En lugar de la Naturaleza, por un lado, y un Dios sobrenatural, por el otro, postuló un mundo de realidad, a la vez Naturaleza y Dios, y no dejó lugar para lo sobrenatural. Este llamado naturalismo de Spinoza solo se distorsiona si uno comienza con una cruda idea materialista de la Naturaleza y supone que Spinoza degradó a Dios. La verdad es que elevó la naturaleza al rango de Dios al concebir la naturaleza como la plenitud de la realidad, como el Uno y el Todo. Rechazó la simplicidad engañosa que se obtiene al negar la realidad de la materia, de la mente o de Dios. El sistema cósmico los comprende a todos. De hecho, Dios y la Naturaleza se vuelven idénticos cuando cada uno se concibe como el Autoexistente Perfecto. Esto constituye Spinoza's Dios y la Naturaleza se vuelven idénticos cuando cada uno es concebido como el Autoexistente Perfecto. Esto constituye Dios de Spinoza y la Naturaleza se vuelven idénticos cuando cada uno es concebido como el Autoexistente Perfecto. Esto constituye el panteísmo de Spinoza.

### Filosofía moral
"Sin inteligencia no hay vida racional: y las cosas solo son buenas, en la medida en que ayudan al hombre a disfrutar de la vida intelectual, que se define por la inteligencia. Por el contrario, cualquier cosa que impida que el hombre perfeccione su razón, y su capacidad para disfrutar de la vida racional, solo se llama maldad."

-  Ética , Parte IV, Apéndice V
Para Spinoza, la realidad significa actividad, y la realidad de cualquier cosa se expresa en una tendencia a la autoconservación: existir es persistir. En los tipos más bajos de cosas, en la llamada materia inanimada, esta tendencia se muestra como una "voluntad de vivir". Considerado fisiológicamente, el esfuerzo se llama apetito ; cuando somos conscientes de ello, se llama deseo. Las categorías morales, el bien y el mal, están íntimamente conectadas con el deseo, aunque no de la forma que comúnmente se supone. El hombre no desea nada porque piensa que es bueno, o lo rechaza porque lo considera malo; más bien considera algo bueno si lo desea, y lo considera malo si tiene aversión por él. Ahora, todo lo que se siente para aumentar la actividad vital da placer; cualquier cosa que se sienta para disminuir dicha actividad causa dolor. El placer, junto con la conciencia de su causa externa, se llama amor, y el dolor, junto con la conciencia de su causa externa, se llama odio: el "amor" y el "odio" se usan en el sentido amplio de "me gusta" y "aversión". Todos los sentimientos humanos se derivan del placer, el dolor y el deseo.
Spinoza ofrece un análisis detallado de toda la gama de sentimientos humanos, y su relato es uno de los clásicos de la psicología. Para el presente propósito, la distinción más importante es aquella entre sentimientos "activos" y sentimientos "pasivos" (o "pasiones"). El hombre, según Spinoza, es activo o libre en la medida en que cualquier experiencia es el resultado únicamente de su propia naturaleza; él es pasivo, o un siervo, en la medida en que cualquier experiencia se debe a otras causas además de su propia naturaleza. Los sentimientos activos son todas formas de autorrealización, de actividad elevada, de fortaleza mental y, por lo tanto, siempre son placenteros. Son los sentimientos pasivos (o "pasiones") los responsables de todos los males de la vida, ya que son inducidos en gran medida por cosas ajenas a nosotros y con frecuencia causan esa vitalidad baja que significa dolor. Spinoza luego vincula su ética con su teoría del conocimiento, y correlaciona el progreso moral del hombre con su progreso intelectual. En la etapa más baja del conocimiento, la de la "opinión", el hombre está bajo la influencia dominante de las cosas fuera de sí mismo, y también lo está en la esclavitud de las pasiones. En la siguiente etapa, la etapa de la "razón", el rasgo característico de la mente humana, su inteligencia, se afirma y ayuda a emanciparlo de su esclavitud a los sentidos y los atractivos externos. La comprensión de la naturaleza de las pasiones ayuda a liberar al hombre de su dominio. Una mejor comprensión de su propio lugar en el sistema cósmico y del lugar de todos los objetos de sus gustos y disgustos, y su comprensión de la necesidad que rige todas las cosas, tienden a curarlo de sus resentimientos, remordimientos y decepciones. Se reconcilia con las cosas y gana tranquilidad. De esta manera, la razón enseña la aquiescencia en el orden universal y eleva la mente por encima de la agitación de la pasión. En la etapa más alta del conocimiento, la del "conocimiento intuitivo", la mente comprende todas las cosas como expresiones del cosmos eterno. Ve todas las cosas en Dios, y Dios en todas las cosas. Se siente como parte del orden eterno, identificando sus pensamientos con el pensamiento cósmico y sus intereses con los intereses cósmicos. De este modo, se vuelve eterno como una de las ideas eternas en las cuales el Pensamiento de Atributo se expresa y alcanza esa "bendición" que "no es la recompensa de la virtud, sino la virtud misma", es decir, la alegría perfecta que caracteriza el yo perfecto. actividad. Este no es un logro fácil o común. "Pero", dice Spinoza, "todo lo excelente es tan difícil como raro".

## Recepción
Poco después de su muerte en 1677, las obras de Spinoza se colocaron en el Index librorum prohibitorum de la Iglesia católica. Pronto aparecieron otras condenas, como la de Aubert de Versé en su obra L´Impie convaincu, ou Dissertation contre Spinoza (1685). Según su subtítulo, en la obra "se refutan los fundamentos del ateísmo [de Spinoza]".
Durante los siguientes cien años, si los filósofos europeos leyeron a este supuesto hereje, lo hicieron casi en secreto. La cantidad de espinozismo prohibido que estaban infiltrando sigue siendo un tema de continua intriga. Locke, Hume, Leibniz y Kant fueron acusados por estudiosos posteriores de caer en períodos de espinozismo.
La primera traducción conocida de la Ética al inglés fue completada en 1856 por la novelista George Eliot, aunque no se publicó hasta 1981. El libro apareció luego en inglés en 1883, de la mano del novelista Hale White. Las primeras traducciones neerlandesas publicadas fueron del poeta Herman Gorter (1895). La primera traducción española fue la de Manuel Machado (1913) y la primera edición crítica, la de Cari Gebhardt (1925).